# Luis Quinteiro Fiuza
Luis Quinteiro Fiuza (Sabrexo, 26 de junio de 1947) es un sacerdote católico español, obispo emérito de Tuy-Vigo. Fue obispo auxiliar de Santiago de Compostela (1999-2002), obispo de Orense (2002-2010) y obispo de Tuy-Vigo (2010-2024). Al cesar como obispo fue nombrado administrador apostólico de Tuy-Vigo, cargo que ocupó hasta el 20 de julio de 2024, momento en que tomó posesión de la diócesis Antonio José Valín Valdés.

## Biografía
Luis nació el 26 de junio de 1947, en la parroquia de Sabrexo, del municipio español de Villa de Cruces, Pontevedra.
En 1958, ingresó al Seminario Menor, y luego pasó al Seminario Mayor de Santiago de Compostela, donde cursó los estudios eclesiásticos.
En 1966, comenzó sus estudios en la Universidad Pontificia Comillas, donde obtendría la licenciatura en Teología en 1970.
En 1978, viajó a Roma para estudiar en la Pontificia Universidad Gregoriana (PUG), donde se especializa en Filosofía contemporánea, realizando cursos y seminarios sobre el estudio y pensamiento de Karl Marx. En 1981 asiste a cursos del Hochschule für Philosophie de Múnich. Luego, obtiene el doctorado en Filosofía en 1986, en la PUG, con una tesis doctoral sobre el Realismo transcendental, con mención summa cum laude.

### Sacerdocio
Su ordenación sacerdotal fue el 27 de junio de 1971, en la Iglesia del ICAI de los Jesuitas en Madrid, a manos del cardenal-arzobispo Fernando Quiroga Palacios; incardinándose en la archidiócesis de Santiago de Compostela.
Como sacerdote desempeñó los siguientes ministerios:
- Vicario parroquial de San Juan Apóstol.
- Director del Burgo de las Naciones (Universidad de Santiago de Compostela) y capellán de la residencia para universitarios (1972-1974).
- Profesor y formador del Seminario Menor de Santiago de Compostela (1974-1978).
- Capellán de la residencia universitaria "Padre Míguez", de las religiosas Calasancias de la Divina Pastora.
- Administrador parroquial (1983-1988).
- Profesor de Filosofía del Instituto Teológico Compostelano (1983-1999).
- Director del Centro de Formación Teológica para Laicos (1990-1999).
- Director del  Instituto Teológico Compostelano (1991-1999).
- Rector del Seminario Mayor de Santiago de Compostela (1997-1999).

### Episcopado
Obispo auxiliar de Santiago de Compostela
El 23 de abril de 1999, el papa Juan Pablo II lo nombró obispo titular de Fuerteventura y obispo auxiliar de Santiago de Compostela. Fue consagrado el 19 de junio del mismo año, en la Catedral de Santiago de Compostela, a manos del arzobispo Julián Barrio Barrio.
Obispo de Orense
El 22 de septiembre de 2002, fue nombrado obispo de Orense.
En la Conferencia Episcopal Española ha sido miembro de las Comisiones Episcopales para la Doctrina de la Fe y de Migraciones desde 2002.
Obispo de Tui-Vigo
El 28 de enero de 2010, el papa Benedicto XVI lo nombró obispo de Tuy-Vigo. Tomó posesión canónica el 24 de abril del mismo año, en la Catedral de Tuy. Al día siguiente, hizo su entrada en la Concatedral de Vigo.
El 13 de marzo de 2014, en la CIII Asamblea Plenaria de la Conferencia Episcopal Española, quedó inscrito en la Comisión Episcopal para la Doctrina de la Fe y en la Comisión Episcopal de Migraciones para el siguiente trienio.
En 2022, presentó su renuncia al gobierno pastoral de la diócesis de Tuy-Vigo por límite de edad, tal y como lo establece el Código de Derecho Canónico, siendo aceptada el 25 de mayo de 2024. Desde ese momento y, en espera de la toma de posesión del nuevo obispo, ejerce la función de administrador apostólico de dicha sede.
En la Conferencia Episcopal Española es, desde marzo de 2020, miembro de la Comisión Episcopal para la Doctrina de la Fe y responsable del Departamento Stella Maris-Apostolado del Mar de la Subcomisión Episcopal para las Migraciones y Movilidad Humana.